# Fabrice Camoin
Fabrice Camoin est un réalisateur et assistant réalisateur français.

## Biographie
Fabrice Camoin travaille comme assistant réalisateur depuis le début des années 2000. Il a tourné en 2014 dans les Pyrénées-Orientales un premier long métrage, Orage, sorti en 2015.

## Filmographie

### Réalisateur

#### Courts métrages
- 2004 : Destination (prix du meilleur scénario au festival Côté court de Pantin 2004)[4]
- 2008 : L'autre rive

#### Long métrage
- 2015 : Orage

### Assistant réalisateur
- 2000 : La Mécanique des femmes de Jérôme de Missolz
- 2002 : Mischka de Jean-François Stévenin
- 2002 : Deux de Werner Schroeter
- 2003 : Le Tango des Rashevski, de Sam Garbarski
- 2004 : Clara et moi d'Arnaud Viard
- 2004 : Ordo de Laurence Ferreira Barbosa
- 2005 : C'est pas tout à fait la vie dont j'avais rêvé de Michel Piccoli
- 2006 : Dikkenek de Olivier Van Hoofstadt
- 2008 : Notre univers impitoyable de Léa Fazer
- 2009 : Le Hérisson de Mona Achache
- 2012 : Un jour mon père viendra de Martin Valente
- 2014 : Fiston de Pascal Bourdiaux
- 2016 : Tamara d'Alexandre Castagnetti
- 2017 : La Colle d'Alexandre Castagnetti
- 2018 : Tamara Vol.2 d'Alexandre Castagnetti
- 2020 : Cigare au miel de Kamir Aïnouz